# Sarnów (województwo podkarpackie)
Sarnów (do 1925 Reichsheim; 1925–1948 Hyki-Kolonia) – wieś w Polsce położona w województwie podkarpackim, w powiecie mieleckim, w gminie Tuszów Narodowy.
W latach 1975–1998 miejscowość położona była w województwie rzeszowskim.
Sarnów jest siedzibą rzymskokatolickiej parafii Najświętszego Serca Pana Jezusa należącej do dekanatu Baranów Sandomierski w diecezji sandomierskiej.
Wieś jako kolonia powstała w 1783 roku jako kolonia niemiecka. 1784 na mocy Patentu Tolerancyjnego założono tu zbór luterański, którego siedzibę przeniesiono w 1867 do Czermina. Posiadał własny cmentarz (istniejący do dziś) i szkołę.
W 1886 roku została utworzona kasa pożyczkowa. Jako kolonia wieś istniała do 1942 roku. Potem koloniści zostali przeniesieni do kolonii w Czerminie, a miejscowy ewangelicki dom modlitwy został poświęcony jako katolicki kościół pw. Najświętszego Serca Pana Jezusa.
Według austriackiego spisu ludności z 1900 w 92 budynkach w Sarnowie na obszarze 16 hektarów mieszkało 297 osób, z czego 53 (17,8%) było katolikami, 17 (5,7%) wyznawcami judaizmu, a 227 (76,4%) innej religii lub wyznania, głównie ewangelickiego, 70 (23,6%) było polsko-, a 227 (76,4%) niemieckojęzycznymi.
Podczas II wojny światowej siedziba hitlerowskiej gminy Reichsheim (Hyki Kolonia).